# Jordan (Bever)
Der Jordan ist ein westlicher Quellfluss der Bever, eines linken Zuflusses der Weser im Kreis Höxter in Nordrhein-Westfalen.
Der etwa 6,5 km lange Bach hat seine Quelle östlich von Frohnhausen, einem Ortsteil der Stadt Brakel. Er fließt von dort in südöstlicher Richtung zum Ortsteil Borgholz der Stadt Borgentreich und dort am südlichen Ortsrand. Weiter verläuft er in östlicher Richtung parallel zur Landesstraße L 837, unterquert die B 241 und vereinigt sich mit dem Eselsbach zur Bever. 